# Nicola Ventola
Nicola Ventola (* 24. Mai 1978 in Grumo Appula) ist ein ehemaliger italienischer Fußballspieler, der auf der Position des Stürmers spielte.

## Karriere

### Im Verein
Nicola Ventola begann seine Karriere bei der AS Bari, in seiner dritten Spielzeit in Bari wurde Ventola erstmals zum Stammspieler. Der AS Bari kehrte auch dank der zehn Tore von Ventola in die Serie A zurück. Hier kam Ventola aber nur noch selten zum Einsatz. Trotzdem wechselte der als Riesentalent gefeierte Ventola zum Traditionsverein Inter Mailand. Hier kam er in seiner ersten Spielzeit regelmäßig zum Einsatz und konnte immerhin sechs Tore erzielen. Zur Saison 1999/2000 wurde Ventola an den FC Bologna ausgeliehen, hier konnte er sich jedoch nicht durchsetzen. Deshalb wurde Ventola für die Folgesaison an Atalanta Bergamo ausgeliehen, dort schaffte er auf Anhieb den Sprung in die Stammformation und konnte insgesamt zehn Treffer erzielen. Dank seiner überzeugenden Leistungen konnte er zur Saison 2001/02 wieder zu Inter Mailand zurückkehren.
Er blieb in der Folge zwei Spielzeiten bei den Nerazzurri, da er sich gegen die große Konkurrenz aber nicht durchzusetzen vermochte, wurde Ventola erneut ausgeliehen. Diesmal war der Serie-A-Aufsteiger AC Siena sein neuer Klub, hier kam er nun wieder regelmäßig zum Einsatz, erzielte aber lediglich vier Treffer. Zur Saison 2004/05 wurde Ventola an den Premier-League-Verein Crystal Palace ausgeliehen, damit spielte Ventola erstmals im Ausland. Jedoch bestritt er nur drei Einsätze auf der Insel, ehe er zu Inter Mailand zurückkehrte. Zur Saison 2005/06 wechselte Ventola dann zum Serie-B-Verein Atalanta Bergamo, hier spielte er sich auf Anhieb in die Stammformation. Mit seinen 15 Toren hatte Ventola großen Anteil am Gewinn der Serie-B-Meisterschaft und dem damit verbundenen Aufstieg in die Serie A.

### In der Nationalmannschaft
Ventola bestritt 21 Partien für die italienische U-21-Nationalmannschaft, dabei konnte er acht Tore erzielen. Im Jahr 2000 gewann er mit der Mannschaft unter Trainer Marco Tardelli in der Slowakei den EM-Titel.

## Erfolge
- U-21-Europameister: 2000
- Italienische Serie-B-Meisterschaft: 2005/06